# Et s'il n'en restait qu'une (je serais celle-là)
Et s'il n'en restait qu'une (je serais celle-là) è una canzone registrata dalla cantante canadese Céline Dion per il suo album in francese D'elles (2007). Il brano uscì nei paesi francofoni il 14 febbraio 2007 come primo singolo promozionale dell'album.

## Antefatti e contenuti
Et s'il n'en restait qu'une (je serais celle-là) è stata scritta dalla scrittrice francese Françoise Dorin, autrice di romanzi come Virginie et Paul, la seconde dans Rome (1980), Les lits à une place, les jupes culotte (1984) e Les corbeaux et les renardes (1988) e opere teatrali quali La facture (1968), Un sale egoiste, l'intoxe (1980). La composizione del brano fu scritta da David Gategno, musicista che collaborò con artisti come Tina Arena, Natasha St-Pier, Chimène Badi, Faudel e Nolwenn Leroy. Gategno curò anche la produzione della traccia.
Il titolo della canzone deriva dal famoso ultimo versetto del poema «Ultima verba» di Les Châtiments di Victor Hugo «Et s'il n'en reste qu'un, je serai celui-là!».
Il singolo fu presentato in radio il 14 febbraio 2007 nei paesi francofoni incluso il Canada mentre sul mercato discografico il CD singolo fu distribuito il 13 aprile 2007 in Europa. Il CD includeva come tracce secondarie la versione cantata con Les 500 Choristes di Je ne vous oublie pas e una versione strumentale della stessa Et s'il n'en restait qu'une (je serais celle-là).
Il videoclip musicale è stato diretto da Thierry Vargnes a New York City il 31 gennaio 2007 e presentato in anteprima sulla rete televisiva canadese TVA il 1º aprile 2007.

## Recensioni da parte della critica
Stephen Thomas Erlewine di AllMusic nella sua recensione di D'elles, mise Et s'il n'en restait qu'une (je serais celle-là) tra le sue tracce preferite.
Et s'il n'en restait qu'une (je serais celle-là) ottenne anche una nomination per Chérie FM Star nella categoria Canzone francese dell'anno.

## Successo commerciale
Il singolo debuttò in prima posizione della classifica francese dei singoli più venduti e diventando la quinta hit numero 1 della Dion in Francia. Et s'il n'en restait qu'une (je serais celle-là) trascorse 33 settimane in classifica, diventando uno dei suoi singoli più longevi. L'ultima canzone della Dion che rimase così a lungo nella classifica francese fu Pour que tu m'aimes encore con 34 settimane di presenze.
Anche in Belgio il singolo raggiunse la top ten, salendo alla numero 4 della Ultratop 50.
In Canada Et s'il n'en restait qu'une (je serais celle-là) si posizionò alla 28ª posizione della classifica adult contemporary, mentre in Québec fu seconda nella classifica airplay.

## Interpretazioni dal vivo e pubblicazioni
Céline Dion interpretò il suo nuovo brano durante i concerti francofoni del suo tour del 2008-2009, il Taking Chances World Tour e durante lo storico concerto per la celebrazione del 400º anniversario di Québec City. L'esibizione fu inclusa nel DVD Céline sur les Plaines (2008).
Una versione live di Et s'il n'en restait qu'une (je serais celle-là) è stata inclusa anche nel CD/DVD Tournée Mondiale Taking Chances: Le Spectacle (2010).

## Formati e tracce
CD Singolo Promo (Europa) (Columbiaː 88697069092)
1. Et s'il n'en restait qu'une (je serais celle-là) – 3:32 (testo: Françoise Dorin – musica: David Gategno)

CD Singolo (Europa) (Columbiaː 88697069552)
1. Et s'il n'en restait qu'une (je serais celle-là) – 3:32 (testo: Dorin – musica: Gategno)
2. Je ne vous oublie pas (500 Choristes Version) – 3:35 (Jacque Veneruso)
3. Et s'il n'en restait qu'une (je serais celle-là) (Version Instrumentale) – 3:32 (testo: Dorin – musica: Gategno)

## Classifiche

### Classifiche settimanali
| Classifica (2007)                  | Posizione massima raggiunta |
| ---------------------------------- | --------------------------- |
| Belgium Vallonia (Ultratop 50)     | 4                           |
| Canada (Billboard Canada AC)       | 28                          |
| Europa (Eurochart Hot 100 Singles) | 7                           |
| Francia (SNEP)                     | 1                           |
| Québec (ADISQ)                     | 2                           |
| Svizzera (Schweizer Hitparade)     | 34                          |

### Classifiche di fine anno
| Classifica (2007)                                                     | Posizione |
| --------------------------------------------------------------------- | --------- |
| Belgio Vallonia (Ultratop Singles rapports annuels 2007)              | 31        |
| Belgio Vallonia (Ultratop Singles rapports annuels 2007 - CD Singles) | 23        |
| Francia (SNEP, Classement Singles - année 2007)                       | 30        |

## Crediti e personale
Registrazione
- Masterizzato ai Sony Music Studios (NY)

Personale
- Arrangiato da - David Gategno
- Masterizzato da - Vlado Meller
- Mixato da - Humberto Gatica
- Musica di - David Gategno
- Produttore - David Gategno
- Produttore esecutivo - Vito Luprano
- Testi di - Françoise Dorin